# Cory Butner
Cory Butner (Riverside, 27 marzo 1981) è un bobbista statunitense.

## Biografia
Compete dal 2007 entrando a far parte del team statunitense come frenatore. Esordisce in Coppa del Mondo a Whistler nella penultima gara della stagione 2008/09 classificandosi undicesimo nel bob a due pilotato da John Napier. Nel 2009 passa al ruolo di pilota e conquista il suo primo podio il 9 novembre 2012 a Lake Placid ottenendo il secondo posto nella gara di bob a due in coppia con Charles Berkeley.
Ai mondiali totalizza come migliori risultati il 9º posto nel bob a due e l'8° nella gara a squadre ottenuti a St. Moritz 2013 e il 28º posto nel bob a quattro nell'edizione di Königssee 2011.

## Palmarès

### Coppa del Mondo
- Miglior piazzamento in classifica generale nel Bob a due: 4° (stagione 2013-14).
- Miglior piazzamento in classifica generale nel Bob a quattro: 20° (stagione 2013-14).
- Miglior piazzamento in classifica generale nella Combinata maschile: 13° (stagione 2013-14).
- 4 podi (tutti nel bob a due):
  - 2 secondi posti;
  - 2 terzi posti.